# 外国人不法行為請求権法
外国人不法行為請求権法（がいこくじんふほうこういせいきゅうけんほう：Alien Tort Claims Act（ATCA）、Alien Tort Statute）とは、1789年に施行された、たとえ米国外の行為でも米国内で物やサービスを提供する会社であれば米国の裁判所で不法行為責任を追及することができるとするアメリカ合衆国の法律（連邦法）をいう。裁判法の一部を構成する。
近年、多国籍企業における不当労働行為に関して、この法律を用いて米国の裁判所で救済を求める動きがあり、注目を集めている。

## 原文
28 U.S.C. §1350
The district courts shall have original jurisdiction of any civil action by an alien for a tort only, committed in violation of the law of nations or a treaty of the United States.

## 試訳
（米国の）地方裁判所は、国際法または米国が締約国である条約に違反して行われた不法行為に限り、外国人によって提起される民事訴訟の第一審管轄権を有する。